# Scythocentropus mercedes
Scythocentropus mercedes är en fjärilsart som beskrevs av Rudolf Pinker 1974. Scythocentropus mercedes ingår i släktet Scythocentropus och familjen nattflyn. Inga underarter finns listade.